# Przybyszewski-Insel
Die Przybyszewski-Insel (oder auch Przybyszewski Island) ist eine eisbedeckte und 19 km lange Insel im Marshall-Archipel vor der Saunders-Küste des westantarktischen Marie-Byrd-Lands. Sie liegt 5 km östlich der Cronenwett-Insel im westlichen Teil des Sulzberger-Schelfeises.
Kartiert wurde die Insel 1962 von Bord des Eisbrechers USS Glacier unter Kapitän Edwin Anderson McDonald (1907–1988), dieser benannte sie nach Leutnant Vincent A. Przybyszewski (* 1937) von der United States Navy Reserve, der als Hubschrauberpilot der USS Glacier diese Insel entdeckt hatte. Auf manchen Landkarten ist sie fälschlich als Prezbecheski Island verzeichnet.